# Bardo Przyłęk
Bardo Przyłęk – stacja kolejowa w Polsce, znajdująca się w Bardzie, w powiecie ząbkowickim na linii kolejowej nr 276 z Wrocławia Głównego do Międzylesia.

## Ruch pasażerski
| Rok  | Wymiana pasażerska na dobę |
| ---- | -------------------------- |
| 2017 | 20-49                      |
| 2022 | 20-49                      |

## Historia
Na początku lat 70. XIX przystąpiono do budowy linii kolejowej, która miała połączyć Wrocław z Wiedniem przez ziemię kłodzką. Linia kolejowa z Wrocławia dotarła do Przyłęku w 1873 r. 8 czerwca 1873 uroczyście otwarto dworzec kolejowy, który pełnił rolę końcowej stacji do czasu przebicia się przez Górę Tunelową w roku następnym.
Budynek stacji powstał w miejsce starej gospody, obok której znajdowała się stała stajnia oferująca dyliżansom dodatkowe konie, potrzebne wozom z do przewożenia ludzi do pobliskiego Barda, co wynikało z ostrego podjazdu w kierunku tego miasta.